# Чермошне (Медвенський район)
Чермошне (рос. Чермошное) — село в Медвенському районі Курської області Російської Федерації.
Населення становить 504 особи. Входить до складу муніципального утворення Чермошнянська сільрада.

## Історія
Населений пункт розташований на території українського етнічного та культурного краю Східна Слобожанщина.
Від 2004 року входить до складу муніципального утворення Чермошнянська сільрада.

## Населення
| 2002 | 2010 |
| ---- | ---- |
| 231  | ↗504 |